# Méhner Vilmos
Méhner Vilmos, olykor Mehner Vilmos formában is (Görlitz, 1837 körül – Budapest, Ferencváros, 1907. augusztus 29.) magyar könyvkiadó.

## Élete

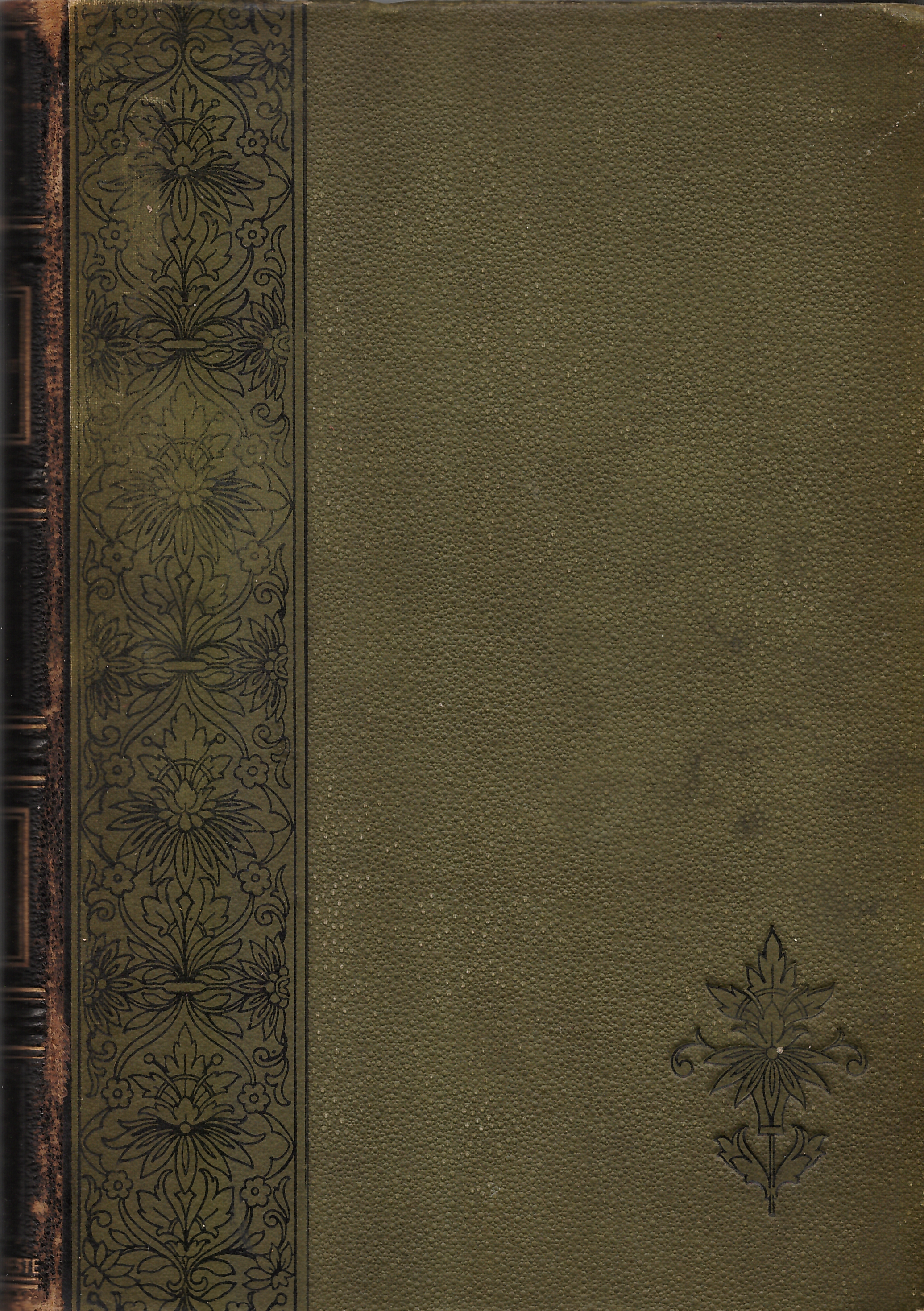
Ribáry–Molnár–Marczali-féle Világtörténelem

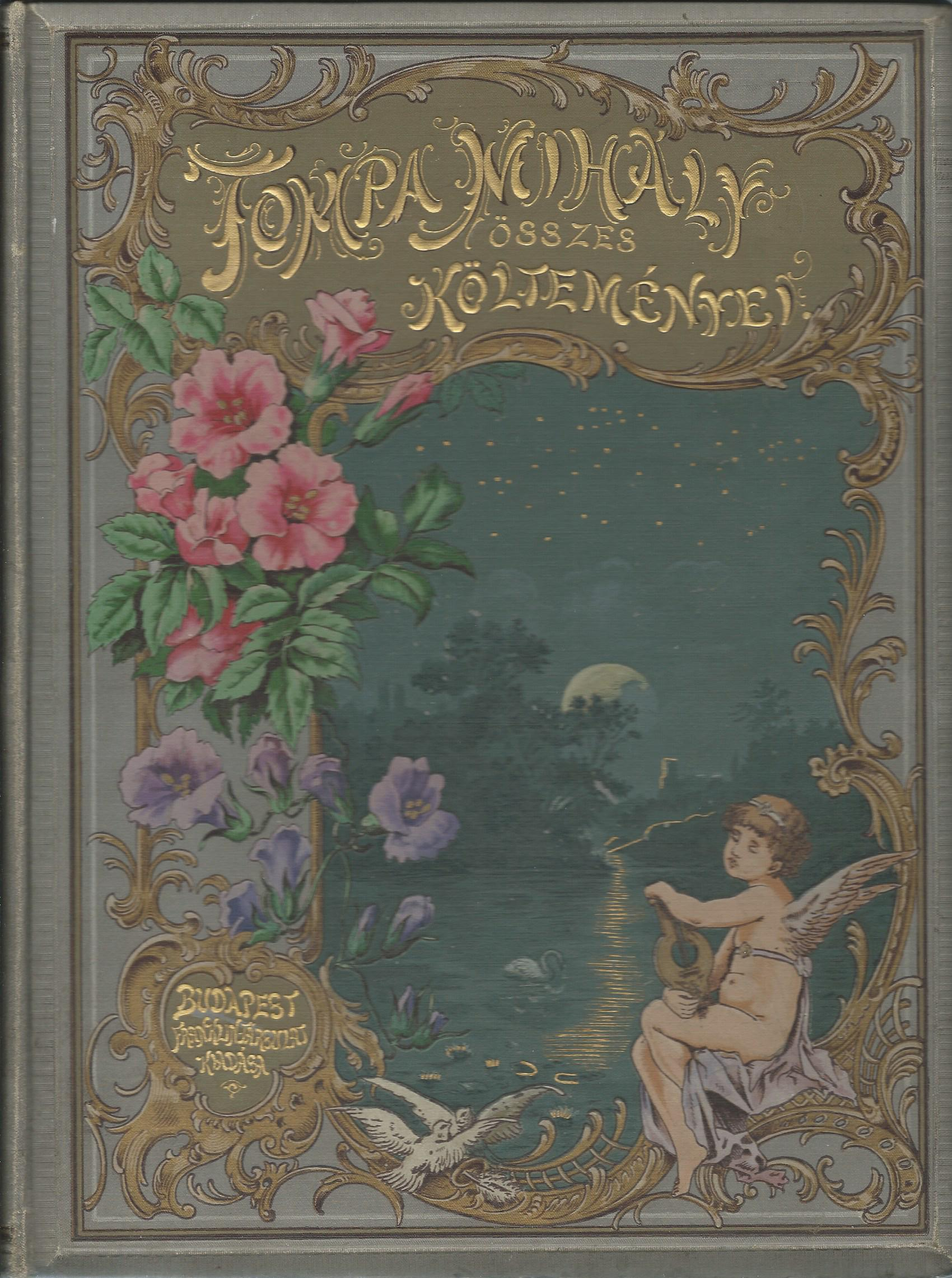
Tompa Mihály összes költeményei (egy kötetes album)

Német családban született, ő maga külföldről vándorolt be Magyarországra. 1872-ben alapította meg könyvkiadó vállalatát. Az ő nevéhez fűződik az úgynevezett kolportázs-kereskedelem magyarországi meghonosítása. Méhner látva a ponyvairodalom sikereit, hetenként új, olcsó (30-40 krajcáros) füzetekben adta ki meg az írók, költők műveit.
A kiadó több, mint 20 éven keresztül nagy számú tudományos és szépirodalmi munkát jelentetett meg. 1894-ben a kiadót a Franklin Irodalmi és Nyomdai Rt. vette át. Ennek ellenére a Méhner-féle cégjelzést az 1900-as évek második évtizedéig használatban maradt a Franklin Társulaton belül is.
Méhner építette 1898-tól a budapesti József körút 77-79. szám alatti bérházat, amelynek első tulajdonosa is volt később.
Nála kezdte az 1870-es években pályáját Gottermayer Nándor, a későbbi neves könyvkötő is.
Házastársa Götz Anna volt, akivel 1862. május 21-én Pesten kötött házasságot. Gyermekük Mehner Benedek (1863–1920).

## Kiadványai

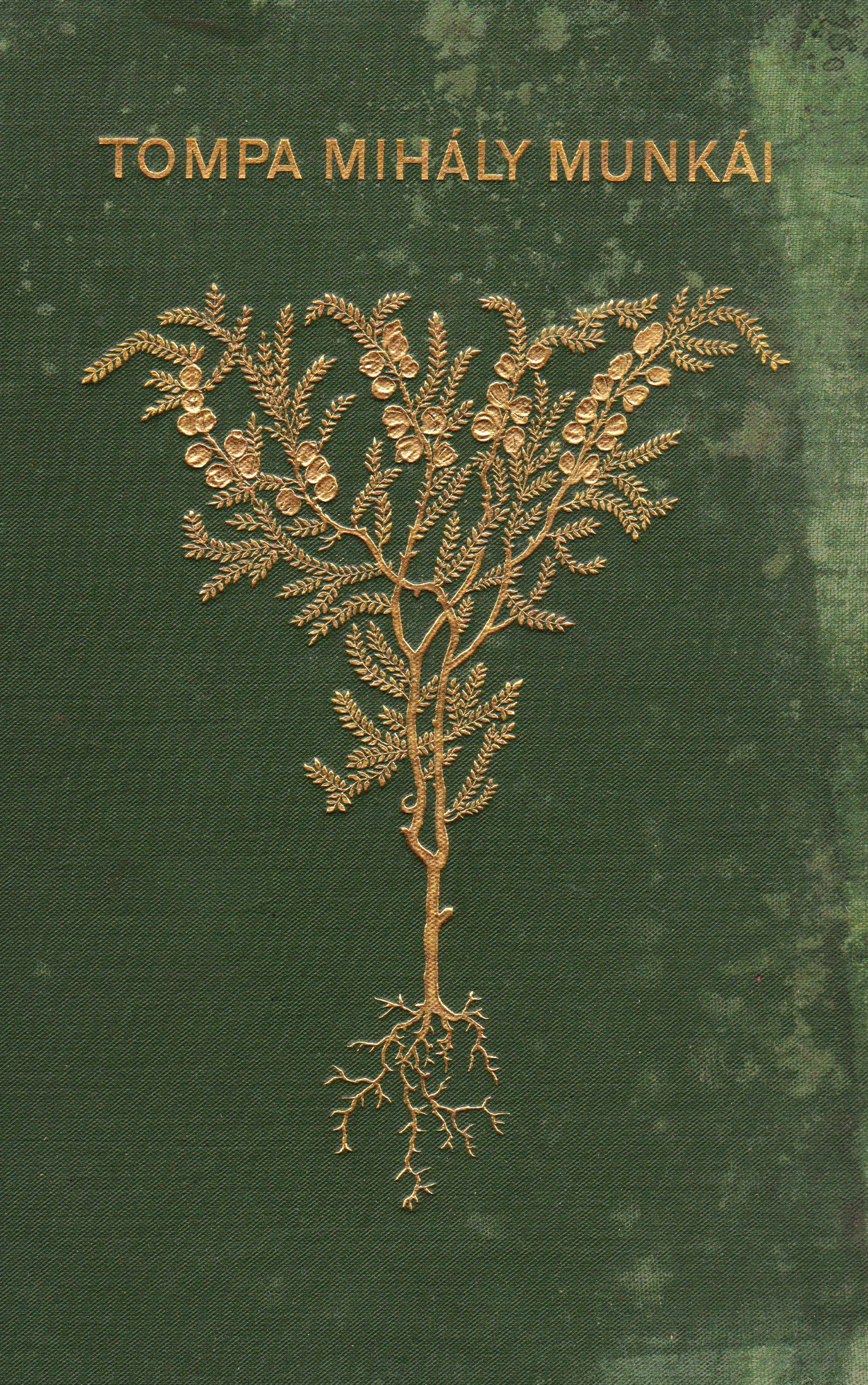
Tompa Mihály munkái

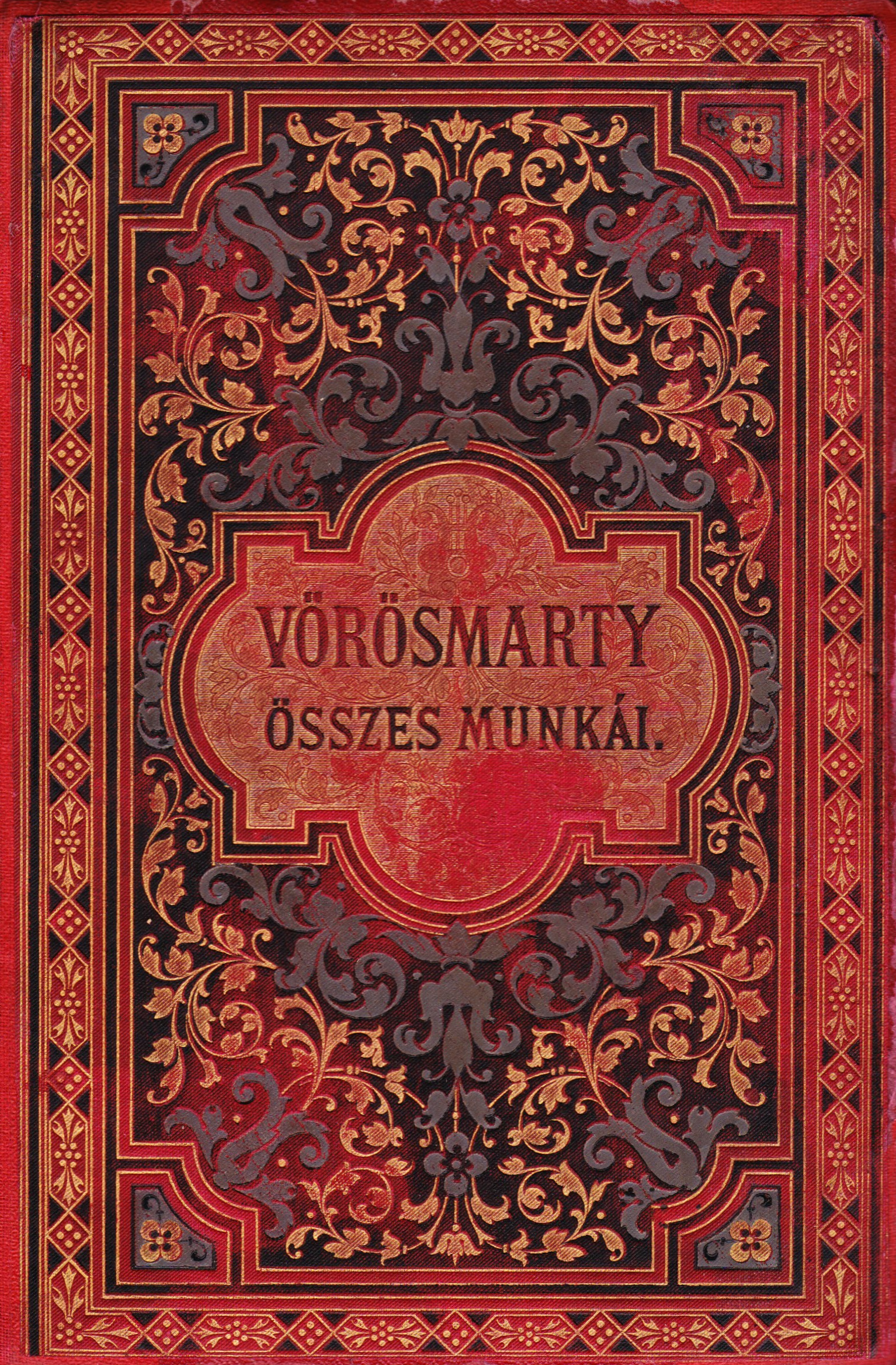
Vörösmarty Mihály összes munkái

A Méhner Vilmos-féle Könyvkiadóhivatal az idők során számtalan kiadvánnyal gazdagította a magyar könyves kultúrát. A kiadványok között szerepelnek történelmi könyvek, levelezési tanácsadók, tankönyvek, regények, verses kötetek, nagy alakú képes verses albumok, antológiák. Több saját könyvsorozatot is indított.
Ezek közül látható alább egy kisebb válogatás:

### Könyvek
- A föld és népei (1879–1881)[12]
- Ribáry–Molnár–Marczali-féle Világtörténelem vagy Világtörténelem a mívelt magyar közönség számára (1879–1885)[13]
- Virágos kert – A magyar lyrai költészet legszebb virágaiból (1880-as évek)[14]
- Költők lugasa. Az ujabbkori magyar költészet termékeinek képekkel diszitett gyüjteménye (1880-as évek)[15]
- Tompa Mihály összes költeményei (egy kötetes album, 1870)[16][17]
- Hatszáz magyar nemzeti dal. Szavalmányok és dalok gyüjteménye (1899)[18]
- Hölgyek titkára. Nélkülözhetetlen kalauz és tanácsadó hölgyek számára (1880-as évek)[19]
- Nefelejts! Emlékversek és költői mondások (1892)[20]
- Rózsák könyve. Hazai s külföldi írók műveiből (1885)[21]
- A legujabb magyar általános levelező. A magán- és a kereskedelmi élet minden viszonyaira / Legujabb levelező (1894)[22]
- A Magyar Konyha legújabb és legczélszerűbb képes szakácskönyv (1892)[23]
- Anyák Könyve. Aranytanácsok anyák és háziasszonyok számára az élet minden viszonyai között (1883)[24]
- Szavaló-könyv. Szavalásra legalkalmasabb költői és prózai müvekből összeállitott gyüjtemény – A magyar ifjúság számára (1889)[25]
- Gyermek-köszöntő. 6-12 éves fiu- és leánygyermekeknek újévi, születésnapi, névnapi és több más ünnepi alkalomra (1889)[26]
- Magyar költők. Költeményes-gyűjtemény, mint segédkönyv, a magyar irodalom tanításához (1880-as évek)[27]

### Könyvsorozatok
- Jó Könyvek (1885–1890 körül)[28]
- Magyar Mesemondók (1880-as évek)[29]
- Históriák, nóták (1880-as évek)[30]
- Mulattató és hasznos olvasmányok a magyar nép számára (1890-es évek)[31]
- Magyar Népkönyvtár (1890-es évek)[32]
- Legjobb Olvasmányok (1900-as évek)[33]
- Tompa Mihály munkái (1885)[34]
- Vörösmarty Mihály összes munkái (1886)[35]
- Vas Gereben összes munkái (1886–1903)[36]
- Garay János összes munkái (1887)[37]
- Magyar Történeti Életrajzok (részben az ő kiadása, 1885–1920)[38]